# Рокбридж (Вісконсин)
Рокбридж (англ. Rockbridge) — місто (англ. town) в США, в окрузі Ричленд штату Вісконсин. Населення — 697 осіб (2020).

## Демографія
Згідно з переписом 2010 року, у місті мешкали 734 особи в 293 домогосподарствах у складі 220 родин. Було 372 помешкання
Расовий склад населення:
| - 99,3 % — білих - 0,1 % — чорних або афроамериканців |

До двох чи більше рас належало 0,5 %. Частка іспаномовних становила 0,1 % від усіх жителів.
За віковим діапазоном населення розподілялося таким чином: 23,8 % — особи молодші 18 років, 58,9 % — особи у віці 18—64 років, 17,3 % — особи у віці 65 років та старші. Медіана віку мешканця становила 48,1 року. На 100 осіб жіночої статі у місті припадало 109,7 чоловіків;  на 100 жінок у віці від 18 років та старших — 102,5 чоловіків також старших 18 років.
Середній дохід на одне домашнє господарство  становив 63 898 доларів США (медіана — 59 453), а середній дохід на одну сім'ю — 74 357 доларів (медіана — 69 659). Медіана доходів становила 37 321 долар для чоловіків та 35 179 доларів для жінок. За межею бідності перебувало 7,5 % осіб, у тому числі 10,6 % дітей у віці до 18 років та 2,7 % осіб у віці 65 років та старших.
Цивільне працевлаштоване населення становило 388 осіб. Основні галузі зайнятості: освіта, охорона здоров'я та соціальна допомога — 22,4 %, виробництво — 18,8 %, роздрібна торгівля — 18,3 %.